# Trichonius minimus
Trichonius minimus är en skalbaggsart som beskrevs av Monné M. L. och Jose R.M. Mermudes 2008. Trichonius minimus ingår i släktet Trichonius och familjen långhorningar. Inga underarter finns listade i Catalogue of Life.